# الاتحاد الرياضي لبلدية الأغواط
الاتحاد الرياضي لبلدية الأغواط، هو نادٍ رياضيٌّ جزائريٌّ لكرة القدم تأسس عام 1973م.

## وصلات خارجية
- الرابطة الجزائرية المحترفة الأولى ،والثانية ، لكرة القدم